# Tournon-Saint-Martin
Tournon-Saint-Martin ist eine französische Gemeinde mit 1.120 Einwohnern (Stand: 1. Januar 2022) im Département Indre in der Region Centre-Val de Loire. Die Gemeinde gehört zum Arrondissement Le Blanc und zum Kanton Le Blanc. Die Einwohner werden Tournonnais genannt.

## Lage
Tournon-Saint-Martin liegt etwa 45 Kilometer ostnordöstlich von Poitiers am Creuse, der die Gemeinde im Westen begrenzt und in den hier der Suin mündet. Umgeben wird Tournon-Saint-Martin von den Nachbargemeinden Tournon-Saint-Pierre und Bossay-sur-Claise im Norden, Lureuil im Osten, Pouligny-Saint-Pierre im Südosten, Preuilly-la-Ville im Süden, Lurais im Südwesten sowie Néons-sur-Creuse im Westen und Nordwesten.
Der Bahnhof der Gemeinde liegt an der Bahnstrecke Paris–Bordeaux.

## Bevölkerungsentwicklung
| Jahr                       | 1962 | 1968 | 1975 | 1982 | 1990 | 1999 | 2006 | 2018 |
| Einwohner                  | 1589 | 1610 | 1589 | 1506 | 1374 | 1250 | 1223 | 1145 |
| Quellen: Cassini und INSEE |      |      |      |      |      |      |      |      |

## Sehenswürdigkeiten
- Kirche Saint-Martin aus dem 19. Jahrhundert
- Ruinen des Schlosses Prinçay aus dem 15. Jahrhundert
- Schloss Jartraux aus dem 18. Jahrhundert

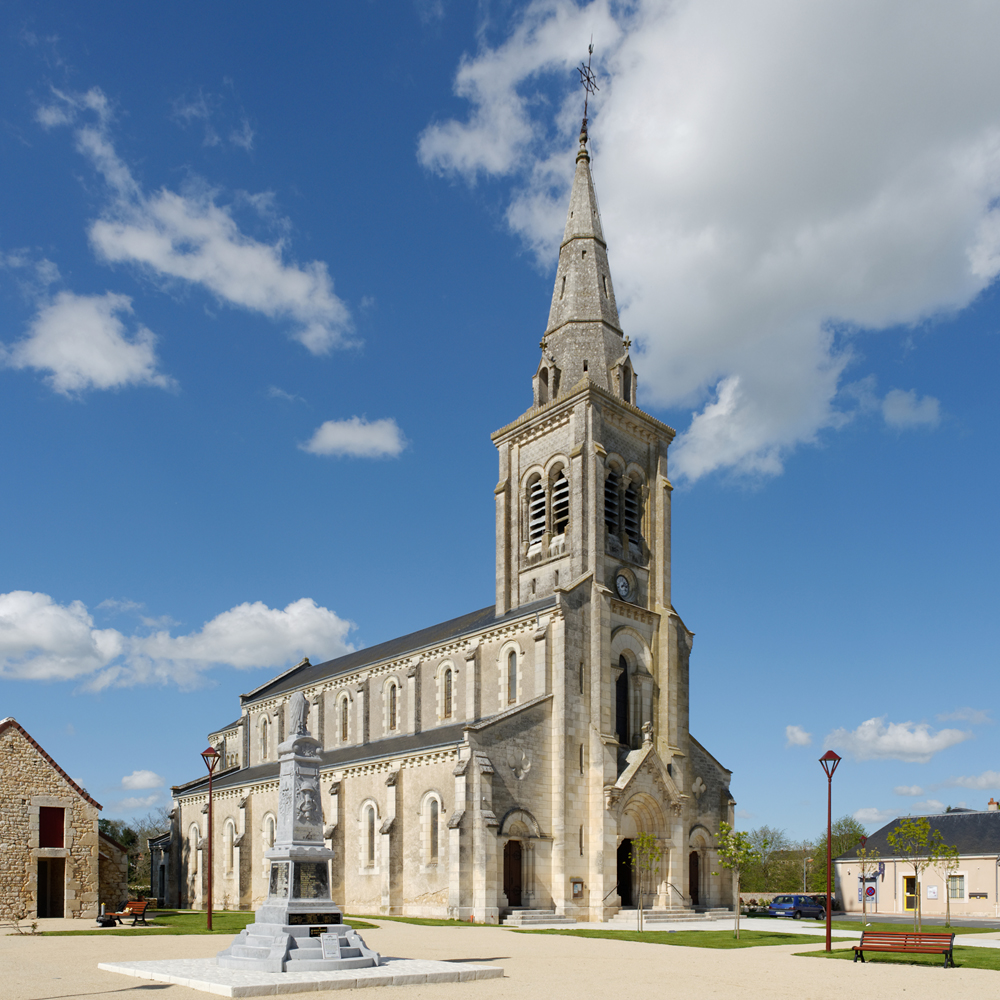
Kirche Saint-Martin

## Gemeindepartnerschaft
Mit der italienischen Gemeinde Barzago in der Provinz Lecco (Lombardei) besteht seit 1997 eine Partnerschaft.